# Boeing 767
Boeing 767 je širokotrupni dvomotorni zrakoplov srednje veličine kojeg proizvodi Boeing Commercial Airplanes. Putnička inačica 767 može prevesti između 181 i 375 putnika na udaljenost od 9.400 do 12.200 km. 767 počeo se koristiti u 1982. godini.

## Razvoj
Prvi Boeing 767 bio je ponuđen na prodaju u srpnju 1978. uz narudžbu United Airlinesa za 30 zrakoplova. Razvijan je zajedno s uskotrupnim modelom 757, s kojim dijeli mnoge zajedničke sustave. Prije prikazivanja u javnost dizajnerska oznaka bila je 7X7.  Sa starenjem modela 707, Boeing se odlučio ponuditi širokotrupni zrakoplov srednje veličine, između 707 i 747.  Širina trupa 767 je 472,44 cm što je između dva spomenuta modela aviona.
Prvi 767, -200 izašao je iz hangara 4. kolovoza 1981. a prvi let izveden je 26. rujna 1981.  Boeing je imao u planu ponuditi kraću inačicu -100 za 180 putnika, ali kako je kapacitet blizu onoga na 757 od ovoga plana se odustalo. 767 je dizajniran za korištenje istih motora kao i na 747 s istom veličinom krila radi njihove ugradnje. Ipak, krila su veća i omogućuju veći dolet od početne želje kupaca. Veća krila samo su neznatno povećala potrošnja goriva a daju bolje osobine uzlijetanja i slijetanja. Dolet Boeinga 767 dovoljan je za letove po Sjevernoj Americi i preko sjevernog Atlantika.
Kako su oba aviona razvijana paralelno, pilotske kabine na Boeingu 757 i 767 su vrlo slične te je posada nakon kraćeg školovanja kvalificirana letjeti na 767 i obratno. Od ožujka 1984. 767 je prvi zrakoplov u US koji ima odobrenje za slijetanje u kategoriji CAT IIIB (precizni instrumentalni prilaz s visinom odluke manjom od 15m do zone dodira i vidljivost piste 210 m).
U kasnim 1980.-tim, Boeing je predložio produženu inačicu aviona a zatim i djelomično dvopalubnu inačicu s dijelovima trupa od 757 ugrađenih u stražnji dio. Ovi dizajni nisu prihvaćeni i Boeing se odlučuje za novi linijski putnički avion, 777. Boeing će u kasnim 1990-im ipak napraviti produženi 767-400ER. Između 1980. i kasnih 1990.-tih prodaja 767 je vrlo zadovoljavajuća. Nakon najveće narudžbe u 1997., prodaja zbog restrikcija u kompaniji i konkurencije iz Airbusa osjetno pada što dovodi do novog 787 programa. Početkom 2007. godine proizvodnju 767 produžili su United Parcel service i DHL-a s narudžbama ukupno 33 cargo inačica 767-300.
Iako do srpnja 2008. nije primila nove naloge za izgradnju bilo koje inačice 767 kompanija je ponudila novi model kako bi zadržali kupce koji su iščekivali prikazivanje novog 787 koje je u više navrata odgađano. Nada se polagala i u pobjedu na natječaju za izradu aviona-cisterne za USAF, KC-767, zasnovanog na modelu 767.
Do lipnja 2008. naručeno je 1.011 Boeinga 767, od kojih je 965 sporučeno. Delta Air Lines je trenutno najvećih korisnik s oko 102 zrakoplova, uključujući 767-300, 767-300ER i 767-400ER.

## Dizajn
Boeing 767 je niskokrilac s konvencionalnim repnim površinama. Ima uvlačeće podvozje a pokreću ga dva turbofen motora ovješena ispod trupa. Konfiguracija sjedišta je s dva prolaza 2+3+2 u ekonomskoj klasi dok je u poslovnoj klasi 2+2+2. Raspored sjedišta ekonomske klase (3,5 po prolazu) omogućuje bržu uslugu tijekom leta kao i brži ulaz i izlaz od mnogih drugih zrakoplova koji obično imaju četiri do šest sjedala po prolazu. Teret se prevozi u standardnim ULD kontejnerima.
Novije inačice -200 i -300s, kao i svi 767-400ER modeli, dijele istu unutrašnjost kabine s 777. 767-400ER ima i veće prozore, upravo poput onih na 777. Ponuđena je i mogućnost modifikacije starijih inačica kako bi i one dobile "Boeing Signature Interior", prepoznatljivu unutrašnjost boingovih kabina.

## Inačice

### 767-200
Prvi model 767, je pokrenut u 1978. a redovno korištenje počela je američka kompanija United Airlines u 1982. Ovaj model uglavnom se koristi za kontinentalne linije. U 767-200 obično se ugrađuje 181 sjedala u 3-klase ili 224 u 2-klase. Svi -200 modeli imaju kapacitet ograničen na 255 putnika radi broja izlaznih vrata. Moguća je i ugradnja dodatnih izlaznih vrata s čime bi se kapacitet putnika povećao do 290.

#### 767-200ER
767-200ER inačica je povećanog doleta. Prvi avion isporučen je El Alu u 1984. godine. Ova inačica postala je prvi 767 sposoban za neprekidni preko-oceanski let a u više navrata avion je postavio rekord u dužini leta među dvomotornim mlaznim zrakoplovima. Iako 767-200ER nema direktnu zamjenu, očekuje se da indirektno bude zamijenjen s 787-8 serijom. Do lipnja 2008. isporučeno je 128 767-200 i 121 767-200ER avona.

### 767-300
767-300 je produljena inačica koju je 1983. naručio Japan Airlines. Prvi let avion je imao 14. siječnja 1986., a JALu je predan 25. rujna.

#### 767-300ER
767-300ER inačica je povećanog doleta s prvim letom u 1986. godini. American Airlines kupuje nekoliko zrakoplova ove inačice u 1987. i s njima počinje letjeti 1988. U 1995. Eva Air uvodi s 767-300ER prvu transpacifičku 767 liniju. 300ER treba uzletno-sletnu stazu dužine od oko 1825 m do najviše 2400 m. 767-300ER može biti opremljen s wingletima na vrhovima krila dužine 3,4 m što potrošnju goriva smanjuje i do 6,5%.
767-300F je cargo inačica 767-300ER. Prvi naručitelj bio je United Parcel Service u 1993. a avion je isporučen u 1995. Zbog svoje širine trupa zrakoplov ne može ponijeti standardne ULD kontejnere i umjesto njih koristi specijalno dizajnirane kontejnere i palete za zračni prijevoz. Ovaj model ima tri vrata na glavnoj palubi plus dva na donjem cargo odjelu. Od tri vrata na vrhu, dvoja su na pročelju, a jedna na stražnjoj desnoj strani. Od dvoje nižih vrata jedna su na desnoj prednjoj a jedan na stražnjoj lijevoj strani.
U listopadu 2007., All Nippon Airways (ANA) poslao je jedan od svojih Boeinga 767-300 (JA8286) u ST Aviation Services Co, u Paya Lebar, Singapur, kako bi se zrakoplov modificirao za brzu promjenu iz cargo u putnički model i obrnuto. Nakon preinake u lipnju 2008. zrakoplov je označen kao Boeing 767-300BCF, ili "Boeing Converted Freighter". Izravni konkurent 767-300 je Airbus A330-200. Očekuje se da 767-300 bude zamijenjen s Boeing 787-8 serijom. Do lipnja 2008., ukupno je naručeno 724 aviona 767-300/300ER/300F a 677 ih je isporučeno.

### 767-400ER
Dodatno proširena inačica nastala 1997. godine na osnovi narudžbe Delta Air Linesa i Continental Airlinesa čija je želja bila zamjena zastarjele Lockheed L-1011 TriStar i Douglas DC-10 flote. -400ER produžen je za 6,5 m u odnosu na -300 seriju. Raspon krila porastao je za 4,3 m a na vrhovima krila ugrađeni su završeci, "wingleti", što je povećalo učinkovitost goriva. Prvi let bio je 9. listopada 1999. a s redovnim letovima Continental Airlines je započeo 14. rujna 2000. Inačica je dostupna samo kao 767-400ER jer model 767-400 nije predviđen.

## Usporedba
|                                 | 767-200                                              | 767-200ER                                            | 767-300                                           | 767-300ER                                 | 767-300F                                 | 767-400ER                                 |
| ------------------------------- | ---------------------------------------------------- | ---------------------------------------------------- | ------------------------------------------------- | ----------------------------------------- | ---------------------------------------- | ----------------------------------------- |
| Putnici                         | 181 (3 klase) 224 (2 klase) 255 opcija 290 (1 klasa) | 181 (3 klase) 224 (2 klase) 255 opcija 290 (1 klasa) | 218 (3 klase) 269 (2 klase) 351 (1 klasa)         | 218 (3 klase) 269 (2 klase) 351 (1 klasa) | -                                        | 245 (3 klase) 304 (2 klase) 375 (1 klasa) |
| Cargo                           | 81,4 m³ 22 LD-2                                      | 81,4 m³ 22 LD-2                                      | 106,8 m³ 30 LD2                                   | 106,8 m³ 30 LD2                           | 454 m³ 30 LD2 + 24 palete                | 129,6 m³ 38 LD2                           |
| Dužina                          | 48,5 m                                               | 48,5 m                                               | 54,9 m                                            | 54,9 m                                    | 54,9 m                                   | 61,4 m                                    |
| Razmah krila                    | 47,6 m                                               | 47,6 m                                               | 47,6 m                                            | 47,6 m                                    | 47,6 m                                   | 51,9 m                                    |
| Visina trupa                    | 5,41 m                                               | 5,41 m                                               | 5,41 m                                            | 5,41 m                                    | 5,41 m                                   | 5,41 m                                    |
| Širina trupa                    | 5,03 m                                               | 5,03 m                                               | 5,03 m                                            | 5,03 m                                    | 5,03 m                                   | 5,03 m                                    |
| Težina                          | 80.130 kg                                            | 82.380 kg                                            | 86.070 kg                                         | 90.010 kg                                 | 86.180 kg                                | 103.870 kg                                |
| MTOW                            | 142.880 kg                                           | 179.170 kg                                           | 158.760 kg                                        | 186.880 kg                                | 186.880 kg                               | 204.120 kg                                |
| Maksimalni dolet s MTOW         | 7.300 km) transatlantik                              | 12.200 km) transpacifik                              | 7.300 km) transatlantik                           | 11.065 km) transpacifik                   | 6.025 km) transkontinental               | 10.415 km) transpacifik                   |
| Brzina krstarenja               | 0,80 M (851 km/h na visini od 35.000 ft)             | 0,80 M (851 km/h na visini od 35.000 ft)             | 0,80 M (851 km/h na visini od 35.000 ft)          | 0,80 M (851 km/h na visini od 35.000 ft)  | 0,80 M (851 km/h na visini od 35.000 ft) | 0,80 M (851 km/h na visini od 35.000 ft)  |
| Maksimalna brzina               | 0,86 M (913 km/h na visini od 35.000 ft)             | 0,86 M (913 km/h na visini od 35.000 ft)             | 0,86 M (913 km/h na visini od 35.000 ft)          | 0,86 M (913 km/h na visini od 35.000 ft)  | 0,86 M (913 km/h na visini od 35.000 ft) | 0,86 M (913 km/h na visini od 35.000 ft)  |
| Potrebni zalet na pisti at MTOW | 1.710 m                                              | 1.710 m                                              | 2.410 m                                           | 2.410 m                                   | 2.410 m                                  | 2.896 m                                   |
| Motori (x2)                     | P&W JT9D-7R4 P&W PW4000-94 GE CF6-80A GE CF6-80C2    | P&W PW4000-94 GE CF6-80C2                            | P&W JT9D-7R4 P&W PW4000-94 GE CF6-80A GE CF6-80C2 | P&W PW4000-94 GE CF6-80C2 RR RB211-524H   | P&W PW4000-94 GE CF6-80C2 RR RB211-524H  | P&W PW4000-94 GE CF6-80C2                 |
| Potisak (x2)                    | GE: 222 kN                                           | PW: 282 kN GE: 276 kN)                               | PW: 220 kN)                                       | PW: 282 kN) GE: 276 kN RR: 265 kN         | PW: 282 kN) GE: 276 kN RR: 265 kN        | PW: 282 kN) GE: 282 kN                    |

## Vanjske poveznice
- boeing.com/commercial/767family/
- janes.com/ Jane's All The World's Aircraft Entry - Boeing 767
- zap16.com/ Boeing 767-200   Arhivirana inačica izvorne stranice od 30. siječnja 2009. (Wayback Machine)
- zap16.com/ Boeing 767-300   Arhivirana inačica izvorne stranice od 30. svibnja 2009. (Wayback Machine)
- zap16.com/ Boeing 767-400   Arhivirana inačica izvorne stranice od 30. siječnja 2009. (Wayback Machine)